# 이채린 (쇼핑 호스트)
이채린은 지난날의 대한민국의 지역 방송사 《TBC 대구방송》의 전직 기상캐스터 출신으로, 2018년 3월 29일 이후부터《현대홈쇼핑을 거쳐 신세계쇼핑 호스트로 있다.

## 학력
- 경북여자고등학교 79회 졸업(2007년 2월)
- 경북대학교 국악학과(피리 전공) 학사(2007학번 - 2012 2월 학사 학위 취득.)

## 주요 경력
- 예술중 한국음악학과 피리 강사(2011년 6월 2일~2012년 2월 29일) 등을 비롯한, 예술학원 강사 등을 잠시 역임(2012년 4월 24일~2012년 7월 24일)
- 케이블TV MTN 머니투데이 방송 리포터 활동(2012년 10월 11일~2013년 7월 31일)
- 종편 TV조선 리포터 활동(2013년 7월 3일~2014년 7월 28일)
- 2014년 10월 8일 수요일, TBC 대구방송 기상 캐스터.
- 2018년 2월 28일 수요일, TBC 대구방송 임직 퇴사.
- 2018년 3월 29일 목요일, 현대홈쇼핑 쇼핑 호스트 공채 합격.

## 과거 TV 방송
- TBC 굿모닝 뉴스 기상 캐스터 (TBC)
- TBC 8 뉴스 기상 캐스터 (TBC)
- TBC 날씨와 생활 기상 캐스터 (TBC)